# Wilczy Las
Wilczy Las (niem. Wolfshayn) – wieś w Polsce położona w województwie dolnośląskim, w powiecie bolesławieckim, w gminie Warta Bolesławiecka.
Przez miejscowość przebiega droga krajowa DK94.

## Podział administracyjny
W latach 1975–1998 miejscowość administracyjnie należała do województwa legnickiego.

## Wiek XX
Wieś została przyłączona do Polski w 1945 r. Jej mieszkańcy zostali wysiedleni do Niemiec i zastąpieni polskimi osadnikami.

## Demografia
Najmniejsza wieś gminy Warta Bolesławiecka. Według ostatniego Narodowego Spisu Powszechnego liczyła 192 mieszkańców (31 III 2011 r.).